# Blepharicera taiwanica
Blepharicera taiwanica är en tvåvingeart som beskrevs av Kitakami 1937. Blepharicera taiwanica ingår i släktet Blepharicera och familjen Blephariceridae.
Artens utbredningsområde är Taiwan. Inga underarter finns listade i Catalogue of Life.